# Lamont Bentley
Pour les articles homonymes, voir Bentley.
Artimus Lamont Bentley, né le 25 octobre 1973 à Milwaukee (Wisconsin) et mort le 19 janvier 2005 à Los Angeles (Californie), connu professionnellement comme Lamont Bentley, est un acteur et rappeur américain.

## Biographie
Lamont Bentley est connu pour son rôle de Hakeem Campbell dans la sitcom Moesha de UPN et pour être apparu dans le spin-off The Parkers.

## Accident
(août 2022).
Le 19 janvier 2005 peu après minuit, Bentley conduit seul et se tue dans un accident sans tiers dans le  Ventura County du sud de la Californie. Il conduisait sur la Highway 118 proche de  Simi Valley (à 30 miles au nord ouest de Los Angeles). Les témoins disent que Bentley conduisait trop vite vers le Rocky Peak Fire Road off ramp. Après être passé par un panneau stop, la trajectoire du véhicule a conduit Bentley à être éjecté du véhicule dans la circulation routière où cinq véhicules l'ont percuté He sustained multiple blunt force injuries and was pronounced dead at 12:23 a.m. Bentley was survived by his two daughters and his mother, who lived with him in Granada Hills, Los Angeles.

## Filmographie

### Cinéma
- 1995 : Tales from the Hood (en) : Crazy K
- 1997 : A Day in the Life of Mia
- 1999 : The Breaks (en) : Darryl
- 2001 : Gabriela (en) : Nick
- 2001 : The Wash de DJ Pooh : C-Money
- 2005 : The Tenants (en) : Male Partygoer
- 2009 : A Day in the Life (en) : L Mob

### Courts-métrages
- 2004 : Shards

### Télévision

#### Séries télévisées
- 1989 : Duet (en) : Snake
- 1990 : Gabriel Bird : Teen
- 1991 : Equal Justice (en) : Childs
- 1991 : The New Adam-12 (en)
- 1994 : South Central (en) : Rashad
- 1995 : CBS Schoolbreak Special : Dom
- 1995 : Courthouse (en) : Raymond
- 1995 : La Vie de famille : Andre
- 1995 : The Parent 'Hood (en) : Damon
- 1996 : The Client (en) : K-Boy-Kool
- 1996-2001 : Moesha : Hakeem Campbell
- 1997 : The Sentinel : Marcus Watson
- 1998 : New York Police Blues : Arnell
- 1999 : Clueless : Hakeem Campbell
- 1999-2002 : Les Parker : Hakeem Campbell
- 2000 : Soul Food : Les Liens du sang : Pruitt
- 2002 : Cool Attitude : Gary

#### Téléfilms
- 1997 : Buffalo Soldiers (en) : Cpl. Sea
- 2001 : Too Legit: The MC Hammer Story : Tupac '2Pac' Shakur
- 2004 : Sucker Free City (en) : Ahmir